# 咖啡酸乙酯

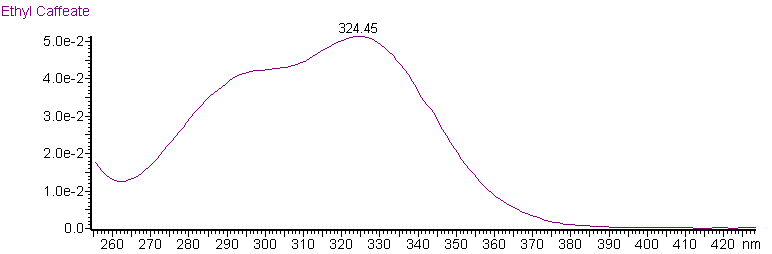
咖啡酸乙酯的紫外光谱

咖啡酸乙酯（英語：Ethyl caffeate）是一种羟基肉桂酸的酯，分子式C11H12O4，可在鬼针草（学名：Bidens pilosa）中发现。它可由咖啡酸和乙醇的酯化反应制得。